# Devizabelföldi
Devizabelföldinek (vagy más néven rezidensnek) nevezzük azokat a gazdasági társaságokat, amelyek belföldön vannak bejegyezve, továbbá azokat a magánszemélyeket, akiknek a tartózkodási helye vagy állandó lakhelye belföldön van. Ez utóbbi alól kivételt képeznek a külföldön szolgáló katonák és diplomaták; a vendégmunkások ellenben nem.
A bankok gyakorlatában használatos devizabelföldiség fogalmát a devizakorlátozások megszüntetéséről, valamint egyéb kapcsolódó törvények módosításáról szóló 2001. évi XCIII. törvény 2. § 1. pontja taglalja:
Devizabelföldi
a) az a természetes személy, akinek az illetékes magyar hatóság által kiadott érvényes személyazonosító igazolványa (személyi igazolványa), a tizennégy éven aluliak esetében pedig a személyi azonosítóról kiadott hatósági igazolványa (a továbbiakban együtt: személyazonosító igazolvány) van, illetve azokkal rendelkezhet.